# جام قهرمانان کونکاکاف
جام قهرمانان کونکاکاف (که قبلا با نام لیگ قهرمانان کونکاکاف شناخته می‌شد) یک رقابت فوتبال باشگاهی سالانه قاره‌ای است که در آمریکای شمالی و کارائیب و توسط کونکاکاف برگزار می‌شود. این مسابقات توسط باشگاه‌هایی از آمریکای شمالی، آمریکای مرکزی و کارائیب برگزار می‌شود. برنده جام قهرمانان کونکاکاف به‌طور خودکار جواز حضور در جام جهانی باشگاه‌ها و جام بین قاره‌ای فیفا را کسب می‌کند.
این مسابقات در حال حاضر از فرمت حذفی استفاده می‌کند؛ اما قبل از مسابقات ۲۰۱۸ شامل مرحله گروهی نیز می‌شد. بر‌خلاف همتایان اروپایی و آمریکای جنوبی خود، برنده جام قهرمانان کونکاکاف به‌طور خودکار برای مسابقات فصل بعد واجد شرایط نمی‌شود.
عنوان قهرمانی در این جام توسط ۳۰ باشگاه به دست آمده است که ۱۳ باشگاه بیش از یک بار این عنوان را کسب کرده‌اند. باشگاه‌های مکزیکی با ۴۰ عنوان در مجموع بیشترین تعداد پیروزی را به دست آورده‌اند. دومین لیگ موفق، لیگ برتر کاستاریکا با مجموع شش عنوان قهرمانی بوده است. تیم‌های مکزیکی کروز آزول و آمریکا هرکدام با ۷ عنوان موفق‌ترین باشگاه‌ها در تاریخ این رقابت‌ها هستند. موفق‌ترین باشگاه غیر مکزیکی ساپریسا از کاستاریکا با سه عنوان قهرمانی است. تنها چهار تیمی که با موفقیت از جام دفاع کردند همگی مکزیکی هستند: آمریکا، کروز آزول، پاچوکا و مونتری. قهرمان فعلی این رقابت‌ها کروز آزول است که در فینال ۲۰۲۵ ونکوور وایتکپس را شکست داد.

## فرمت مسابقات
هر دور از مسابقات شامل دو بازی رفت و برگشت است که برنده آن با مجموع گل‌های هر دو بازی مشخص می‌شود. اگر مجموع گل‌ها برابر باشند، قانون گل زده در خانه حریف اعمال می‌شود. اگر گل‌های خارج از خانه نیز مساوی باشد، مسابقه به وقت اضافه می‌رود. اگر نتیجه همچنان مساوی باشد، برنده با ضربات پنالتی تعیین می‌شود.
قبل از سال ۲۰۱۸، مسابقات دو بخش داشت: مرحله گروهی که از اوت تا اکتبر برگزار می‌شد و مرحله حذفی که از مارس تا می سال بعد برگزار می‌شد. مرحله گروهی شامل ۲۴ تیم بود که در ۸ گروه سه تیمی بازی می‌کردند و هر تیم دو بار با دو تیم دیگر گروه خود بازی می‌کرد. تیم‌های آمریکا و مکزیک نمی‌توانستند در یک گروه قرار بگیرند. برندگان هر یک از هشت گروه به مرحله یک چهارم نهایی راه می‌یافتند. هر مرحله از دور حذفی (یک چهارم نهایی، نیمه نهایی، فینال) شامل دو بازی رفت و برگشت بود که برنده با مجموع تفاضل گل مشخص می‌شد. سیدبندی در مرحله حذفی بر اساس عملکرد در مرحله گروهی تعیین می‌شد.
قبل از فصل ۱۳–۲۰۱۲، این مسابقات شامل چهار گروه چهار تیمی بود که در هر گروه یک تیم مکزیکی و یک تیم ایالات متحده حضور داشتند. یک دور مقدماتی برای کاهش تعداد تیم‌ها از ۲۴ به ۱۶ نیز وجود داشت.

## تاریخچه
| فصل                   | قهرمان                        |
| جام قهرمانان کونکاکاف | جام قهرمانان کونکاکاف         |
| --------------------- | ----------------------------- |
| ۱۹۶۲                  | گوادالاخارا                   |
| ۱۹۶۳                  | راسینگ                        |
| ۱۹۶۷                  | آلیانسا                       |
| ۱۹۶۸                  | تولوکا                        |
| ۱۹۶۹                  | کروز آزول                     |
| ۱۹۷۰                  | کروز آزول (۲)                 |
| ۱۹۷۱                  | کروز آزول (۳)                 |
| ۱۹۷۲                  | المپیا                        |
| ۱۹۷۳                  | ترانسوال                      |
| ۱۹۷۴                  | مونیسیپال                     |
| ۱۹۷۵                  | اتلتیکو اسپانیول              |
| ۱۹۷۶                  | آگویلا                        |
| ۱۹۷۷                  | آمریکا                        |
| ۱۹۷۸                  | اودیگ کامیونیکیشنس دیفنس فورس |
| ۱۹۷۹                  | فاس                           |
| ۱۹۸۰                  | اونام                         |
| ۱۹۸۱                  | ترانسوال (۲)                  |
| ۱۹۸۲                  | اونام (۲)                     |
| ۱۹۸۳                  | آتلانتی                       |
| ۱۹۸۴                  | ویولیت                        |
| ۱۹۸۵                  | دیفنس فورس                    |
| ۱۹۸۶                  | آلاخولنسه                     |
| ۱۹۸۷                  | آمریکا (۲)                    |
| ۱۹۸۸                  | المپیا (۲)                    |
| ۱۹۸۹                  | اونام (۳)                     |
| ۱۹۹۰                  | آمریکا (۳)                    |
| ۱۹۹۱                  | پوئبلا                        |
| ۱۹۹۲                  | آمریکا (۴)                    |
| ۱۹۹۳                  | ساپریسا                       |
| ۱۹۹۴                  | کارتاگینیس                    |
| ۱۹۹۵                  | ساپریسا (۲)                   |
| ۱۹۹۶                  | کروز آزول (۴)                 |
| ۱۹۹۷                  | کروز آزول (۵)                 |
| ۱۹۹۸                  | دی‌سی یونایتد                  |
| ۱۹۹۹                  | نیکاکسا                       |
| ۲۰۰۰                  | ال‌ای گلکسی                    |
| ۲۰۰۲                  | پاچوکا                        |
| ۲۰۰۳                  | تولوکا (۲)                    |
| ۲۰۰۴                  | آلاخولنسه (۲)                 |
| ۲۰۰۵                  | ساپریسا (۳)                   |
| ۲۰۰۶                  | آمریکا (۵)                    |
| ۲۰۰۷                  | پاچوکا (۲)                    |
| ۲۰۰۸                  | پاچوکا (۳)                    |
| لیگ قهرمانان کونکاکاف |                               |
| ۰۹–۲۰۰۸               | آتلانتی (۲)                   |
| ۱۰–۲۰۰۹               | پاچوکا (۴)                    |
| ۱۱–۲۰۱۰               | مونتری                        |
| ۱۲–۲۰۱۱               | مونتری (۲)                    |
| ۱۳–۲۰۱۲               | مونتری (۳)                    |
| ۱۴–۲۰۱۳               | کروز آزول (۶)                 |
| ۱۵–۲۰۱۴               | آمریکا (۶)                    |
| ۱۶–۲۰۱۵               | آمریکا (۷)                    |
| ۱۷–۲۰۱۶               | پاچوکا (۵)                    |
| ۲۰۱۸                  | گوادالاخارا (۲)               |
| ۲۰۱۹                  | مونتری (۴)                    |
| ۲۰۲۰                  | اونال                         |
| ۲۰۲۱                  | مونتری (۵)                    |
| ۲۰۲۲                  | سیاتل ساندرز                  |
| ۲۰۲۳                  | لئون                          |
| جام قهرمانان کونکاکاف |                               |
| ۲۰۲۴                  | پاچوکا (۶)                    |
| ۲۰۲۵                  | کروز آزول (۷)                 |

### دوره جام قهرمانان (۲۰۰۸–۱۹۶۲)
تا قبل از سال ۲۰۰۸، مسابقات با نام جام قهرمانان کونکاکاف یا به طور ساده جام قهرمانان شناخته میشد. این رقابت در ابتدا به عنوان یک اقدام احتمالی برای ورود به جام لیبرتادورس آمریکای جنوبی، رقابتی که توسط کونمبول برگزار می‌شود، ایجاد شد. این رقابت در طول عمر خود چندین فرمت مختلف داشته است. در ابتدا، فقط قهرمانان آمریکای شمالی شرکت میکردند. در سال ۱۹۷۱، نایب قهرمانان بعضی از لیگ‌های آمریکای شمالی شروع به پیوستن کردند و تورنمنت شروع به گسترش کرد و شامل مراحل گروهی رفت و برگشتی و تیم‌های بیشتر شد.

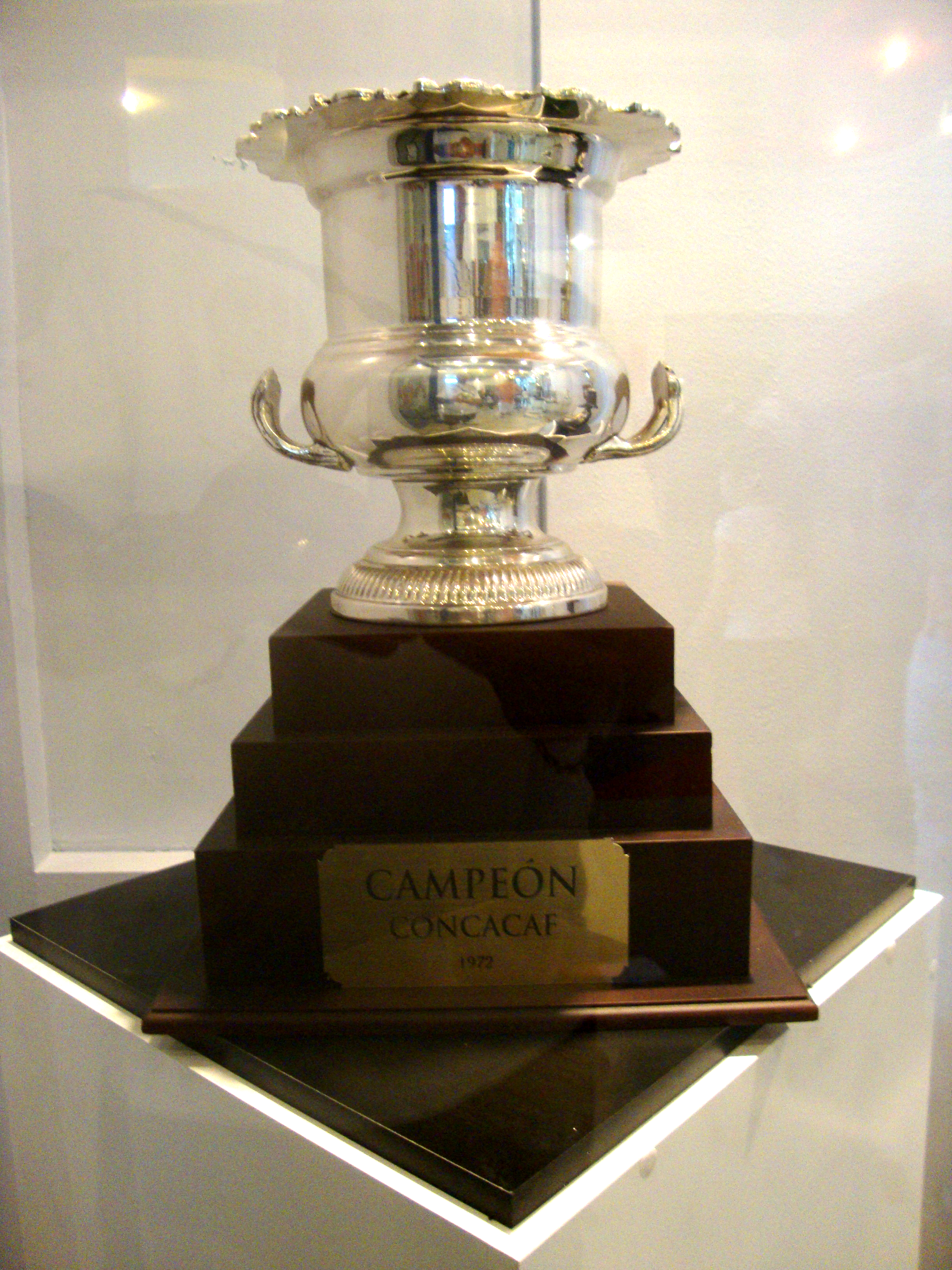
جام قهرمانان توسط دپورتیوو المپیا در سال ۱۹۷۲ به دست آمد

#### فرمت‌های اولیه (۱۹۶۲–۱۹۹۶)
در دورهای افتتاحیه مسابقات، تیم‌ها در یکی از سه منطقه: آمریکای شمالی، آمریکای مرکزی و کارائیب به رقابت می‌پرداختند. معمولاً برنده یک منطقه به فینال جام قهرمانان حضور می‌رفت در حالی که برنده دو منطقه دیگر در نیمه نهایی رقابت می‌کردند. از سال ۱۹۸۱، مناطق آمریکای شمالی و مرکزی معمولاً با هم ترکیب می‌شدند به این معنی که برنده منطقه مشترک در فینال با برنده منطقه کارائیب روبرو می‌شد. از سال ۱۹۹۳ تا ۱۹۹۶، سه باشگاه از منطقه آمریکای شمالی/مرکزی و یک باشگاه از منطقه کارائیب به دور نهایی مسابقات که در یک مکان مرکزی برگزار می‌شد، راه یافتند.

#### فرمت حذفی (۱۹۹۷–۲۰۰۸)
پس از ایجاد لیگ برتر فوتبال ایالات متحده آمریکا، این رقابت به یک تورنمنت حذفی هشت تیمی با شرایط منطقه‌ای تبدیل شد. چهار دوره اول قبل از تغییر به فرمت رفت و برگشت در سال ۲۰۰۲ در یک مکان مرکزی برگزار می‌شد. چهار باشگاه منطقه آمریکای شمالی از لیگ مکزیک یا لیگ برتر فوتبال، سه باشگاه آمریکای مرکزی از جام اینترکلوب و یک باشگاه کارائیب از جام باشگاه‌های کارائیب جواز حضور را کسب کردند. در سال‌های ۲۰۰۲ و ۲۰۰۳، این مسابقات شامل ۱۶ تیم بود که از هر منطقه دوبرابر تعداد شرکت‌کنندگان در مسابقات حضور داشتند. از سال ۲۰۰۵، قهرمان مسابقات به جام باشگاه‌های جهان راه می‌یافت و به باشگاه‌ها انگیزه بیشتری برای مشارکت قوی و علاقه بیشتر طرفداران داد.

### دوره لیگ قهرمانان (۲۰۱۷–۲۰۰۸)
کمیته اجرایی کونکاکاف در نشست نوامبر ۲۰۰۶ خود تصمیم گرفت به پیشنهادی که اولین بار در سال ۲۰۰۳ توسط مل برنان، رئیس پروژه‌های ویژه آن زمان مشخص شد در جلسه بعدی دبیرخانه کونکاکاف برای توسعه جام قهرمانان کونکاکاف به یک طرح بزرگتر عمل کند؛ یعنی لیگ قهرمانان. کمیته اجرایی کونکاکاف در ۱۴ نوامبر ۲۰۰۷ برخی از جزئیات را گزارش کرد.

#### فرمت اولیه: مقدماتی و مرحله گروهی (۲۰۰۸–۲۰۱۲)
قالب قبلی جام قهرمانان طبق برنامه‌ریزی در مارس و آوریل ۲۰۰۸ مورد استفاده قرار گرفت. سپس، یک تورنمنت جدید لیگ قهرمانان که در اوت ۲۰۰۸ شروع شد و در مه ۲۰۰۹ به پایان رسید، برگزار شد. تورنمنت گسترده به این معنی بود که باشگاه‌های آمریکای مرکزی مستقیماً واجد شرایط می‌شدند و بنابراین جام اینترکلوب پس از سال ۲۰۰۷ پایان یافت.
در مسابقات جدید لیگ قهرمانان کونکاکاف، یک دور مقدماتی رفت و برگشت برای ۱۶ باشگاه برگزار شد که ۸ برنده آن به مرحله گروهی صعود می‌کردند. هشت تیم دیگر که مستقیماً به مرحله گروهی راه می‌یافتند به آنها می‌پیوستند. باشگاه‌های حاضر در مرحله گروهی در چهار گروه چهار تیمی قرار گرفتند که هر تیم در هر سه بازی خانگی و خارج از خانه با سایر تیم‌های گروه خود بازی می‌کرد. دو تیم برتر هر گروه به مرحله یک‌چهارم نهایی مرحله حذفی که شامل بازی‌های رفت و برگشت بود راه می‌یافتند. فینال نیز رفت و برگشتی بود. همچنین، برخلاف جام قهرمانان کونکاکاف، قانون گل‌های خارج از خانه در لیگ قهرمانان کونکاکاف استفاده می‌شد، اما پس از تساوی، بازی به وقت‌های اضافه اعمال نمی‌شد.

#### حذف مرحله مقدماتی (۲۰۱۲–۲۰۱۷)
در ۱۲ ژانویه ۲۰۱۲، کونکاکاف اعلام کرد که مسابقات ۱۳–۲۰۱۲ با فرمتی متفاوت از دوره‌های قبلی برگزار می‌شود، جایی که دور مقدماتی حذف می‌شود و همه تیم‌های واجد شرایط وارد مرحله گروهی می‌شوند. در مرحله گروهی، ۲۴ تیم در هشت گروه سه تیمی قرار می‌گیرند که هر گروه شامل یک تیم از هر سه گلدان است. تخصیص تیم‌ها در گلدان‌ها بر اساس اتحادیه ملی و جایگاه انتخابی آنها بود. تیم‌های یک انجمن (به استثنای تیم‌های «عام» که جایگزین تیمی از یک انجمن دیگر می‌شوند) نمی‌توانند در مرحله گروهی با یکدیگر همگروه شوند و هر گروه تضمین می‌کند که تیمی از ایالات متحده یا مکزیک را در خود جای دهد، یعنی تیم‌های آمریکایی و مکزیکی نمی‌توانند در مرحله گروهی با یکدیگر بازی کنند. هر گروه به صورت رفت و برگشت برگزار می‌شد. برندگان هر گروه به مرحله یک‌چهارم نهایی راه می‌یافتند.
در مرحله حذفی، هشت تیم به صورت حذفی به مصاف هم می‌رفتند. هر مسابقه به صورت دو بازی خانگی و خارج از خانه انجام می‌شد. قانون گل زده در خانه حریف در صورتی استفاده می‌شد که مجموع امتیاز بعد از وقت‌های عادی بازی برگشت مساوی باشد، در غیر این صورت ضربات پنالتی برنده را مشخص می‌کرد. برخلاف سال‌های گذشته که قرعه‌کشی دوم برای تعیین تیم‌ها برای مرحله حذفی انجام شد، نمودار با رکورد تیم‌ها در مرحله گروهی تعیین می‌شد. در مرحله یک‌چهارم نهایی، تیمی که بهترین رکورد را داشت در برابر تیمی با بدترین رکورد قرار می‌گرفت. چهار تیم برتر بازی برگشت را در خانه انجام می‌دادند.

#### معرفی لیگ کونکاکاف و حذف مرحله گروهی (۲۰۱۸–۲۰۲۳)
در دسامبر ۲۰۱۶، مانوئل کوئینتانیلا، رئیس فدراسیون فوتبال نیکاراگوئه، در مورد یک قالب جدید احتمالی برای مسابقات صحبت کرد، بیانیه‌ای که بعداً توسط گارث لاگروی، مدیر کل سیاتل ساندرز تأیید شد. در ۲۳ ژانویه ۲۰۱۷، کونکاکاف فرمت جدید را که با نسخه سال ۲۰۱۸ شروع شد، تأیید کرد؛ و مرحله گروهی را که از زمان تغییر نام تجاری مسابقات به لیگ قهرمانان کونکاکاف در سال ۲۰۰۸ به کار گرفته شده بود، حذف کرد.
تحت سکوی جدید مسابقات کونکاکاف، یک تورنمنت ثانویه جدید به نام لیگ کونکاکاف از اوت تا دسامبر در سال ۲۰۱۷ برگزار می‌شد. برنده لیگ کونکاکاف به لیگ قهرمانان سال بعد واجد شرایط می‌شود که در آن ۹ تیم آمریکای شمالی، برنده جام باشگاه‌های کارائیب و پنج قهرمان لیگ آمریکای مرکزی به آنها ملحق می‌شدند که مستقیماً جواز حضور را کسب کردند. برای رقابت‌های ۲۰–۲۰۱۹، سکوهای مستقیم آمریکای مرکزی حذف شد و لیگ کونکاکاف گسترش یافت تا شش باشگاه برتر به لیگ قهرمانان راه یابند.
لیگ قهرمانان کونکاکاف تحت این فرمت دارای چهار دور - مرحله یک‌هشتم نهایی، یک‌چهارم نهایی، نیمه نهایی و فینال - بود که هر کدام دو بازی رفت و برگشت با قانون گل‌های خارج از خانه بود. با این حال، از آغاز سال ۲۰۱۹، قانون گل‌های خارج از خانه برای دور نهایی اعمال نمی‌شد.

### دوره جام قهرمانان دوم (از ۲۰۲۴)
در فوریه ۲۰۲۱، کونکاکاف یک بازنگری اساسی در مسابقات را اعلام کرد که شامل ۵۰ تیم و یک مرحله گروهی منطقه‌ای می‌شد. بیست تیم از آمریکای شمالی، بیست تیم از آمریکای مرکزی و ده تیم از کارائیب به گروه‌های پنج تیمی تقسیم می‌شوند که در مجموع ۱۶ تیم به مرحله حذفی صعود می‌کنند. این قالب کنار گذاشته شد و هرگز استفاده نشد.
در سپتامبر همان سال، کونکاکاف گسترش مسابقات را برای شروع در سال ۲۰۲۴ اعلام کرد. در قالب جدید، ۲۷ تیم در لیگ قهرمانان شرکت خواهند کرد.
۲۲ تیم از مرحله اول شروع می‌کنند:
- ۶ باشگاه از لیگ برتر مکزیک
- ۵ باشگاه از ام‌ال‌اس
- ۲ باشگاه از لیگ برتر کانادا
- ۱ باشگاه از جام یو اس اوپن
- ۱ باشگاه از مسابقات قهرمانی کانادا
- ۳ باشگاه از جام لیگ‌ها
- ۶ تیم از جام آمریکای مرکزی
- ۳ باشگاه از جام کارائیب

۲۲ باشگاه وارد مرحله اول می‌شوند درحالی که ۵ باشگاه (قهرمانان جام ام‌ال‌اس، لیگ مکزیک، جام لیگ‌ها، جام آمریکای مرکزی و جام کارائیب) تا مرحله یک‌هشتم نهایی به قرعه استراحت می‌خورند.
تیم‌ها می‌توانند از طریق لیگ‌ها یا جام‌های داخلی خود یا از طریق رقابت‌های منطقه‌ای خود برای لیگ قهرمانان کونکاکاف واجد شرایط شوند: جام لیگ‌ها برای تیم‌های آمریکای شمالی، جام آمریکای مرکزی برای تیم‌های آمریکای مرکزی، و جام کارائیب برای تیم‌های کارائیب. همه مسابقات شامل بازی‌های خانگی و خارج از خانه بین مرحله اول تا نیمه نهایی خواهد بود، و مسابقه فینال یک مسابقه در زمین بی‌طرف است.
در ۶ ژوئن ۲۰۲۳، اعلام شد که نام این رقابت‌ها به جام قهرمانان کونکاکاف تغییر خواهد کرد ولی فرمت اعلام شده همچنان باقی می‌ماند.

## استانداردهای ورزشگاه
اگر باشگاهی نتواند استانداردهای ورزشگاه خانگی خود را رعایت کند، باشگاه باید ورزشگاه مناسبی در کشور خود بیابد و اگر باشگاه نتواند امکانات کافی را فراهم کند، با خطر جایگزینی با تیم دیگری مواجه می‌شود. رئال استیلی نیکاراگوئه الزامات ورزشگاه را ناکام گذاشت و با تیم دیگری برای فصل‌های ۱۰–۲۰۰۹ و ۱۱–۲۰۱۰ جایگزین شد. ورزشگاه ایندپندینسیا در نیکاراگوئه از آن زمان بازسازی شده است، از جمله ارتقاء به نور استادیوم، و تیم‌های نیکاراگوئه در حال حاضر در مسابقات شرکت می‌کنند. تیمی از بلیز در مراحل مقدماتی الزامات ورزشگاه را ناکام گذاشت و در هر دو فصل ۱۰–۲۰۰۹ و ۱۵–۲۰۱۴ با تیم دیگری جایگزین شد.
در ۸ آوریل ۲۰۱۵، تیم مکزیکی آمریکا رکورد تمام دوران حضور در مسابقات لیگ قهرمانان کونکاکاف را شکست، زمانی که گزارش شد ۶۶٬۲۰۸ تماشاگر در ورزشگاه آزتکا در مکزیکو سیتی برای تماشای بازی آمریکا با تیم کاستاریکایی هردیانو در بازی برگشت نیمه نهایی مسابقات سال ۲۰۱۵ جمع شدند. در ۴ مه ۲۰۲۲، سیاتل ساندرز در فینال مقابل اونام با حضور ۶۸٬۷۴۱ تماشاگر در لومن فیلد از این تیم پیشی گرفت.

## جوایز

### جایزه
با شروع مسابقات ۲۰۲۴، باشگاه برنده بیش از ۵,۰۰۰,۰۰۰ دلار آمریکا به عنوان جایزه و توزیع مالی دریافت خواهد کرد. علاوه بر این، باشگاه برنده واجد شرایط جام جهانی باشگاه‌ها می‌شود که شامل جایزه اضافی نیز می‌شود.
در سال ۲۰۲۲، جوایز پرداخت شده به باشگاه ها به شرح زیر بود:
- قهرمان: ۵۰۰٬۰۰۰ دلار
- نایب قهرمان: ۳۰۰٬۰۰۰ دلار
- سوم و چهارم: ۲۰۰٬۰۰۰ دلار

### جام و مدال
هر سال، جام قهرمانان کونکاکاف به تیم برنده اهدا می‌شود. طرح فعلی جام در سال ۲۰۱۸ معرفی شد.

## حمایت
لیگ قهرمانان کونکاکاف دارای چندین حامی مالی است: اسکوشیابانک (که از سال ۱۵–۲۰۱۴ حامی عنوانی لیگ قهرمانان بوده است)، میلر لیت، مانی‌گرم، مکسیس و نایکی. نام حامیان مالی روی تابلوها در اطراف زمین و تابلوهایی برای مصاحبه‌ها و کنفرانس‌های مطبوعاتی قبل و بعد از بازی دیده می‌شود. نایکی همچنین ارائه دهنده رسمی توپ‌های بازی و لباس داوری است.
امریکن ایرلاینز حامی عنوان قهرمانی جام قهرمانان در دهه ۱۹۹۰ بود.

## آمار و رکوردها
| باشگاه                     | قهرمانی | نایب قهرمانی | سال‌های قهرمانی                           | سال‌های نایب قهرمانی          |
| -------------------------- | ------- | ------------ | ---------------------------------------- | ---------------------------- |
| کروز آزول                  | ۷       | ۲            | ۱۹۶۹، ۱۹۷۰، ۱۹۷۱، ۱۹۹۶، ۱۹۹۷، ۲۰۱۴، ۲۰۲۵ | ۲۰۰۹، ۲۰۱۰                   |
| آمریکا                     | ۷       | ۱            | ۱۹۷۷، ۱۹۸۷، ۱۹۹۰، ۱۹۹۲، ۲۰۰۶، ۲۰۱۵، ۲۰۱۶ | ۲۰۲۱                         |
| پاچوکا                     | ۶       | ۰            | ۲۰۰۲، ۲۰۰۷، ۲۰۰۸، ۲۰۱۰، ۲۰۱۷، ۲۰۲۴       |                              |
| مونتری                     | ۵       | ۰            | ۲۰۱۱، ۲۰۱۲، ۲۰۱۳، ۲۰۱۹، ۲۰۲۱             |                              |
| ساپریسا                    | ۳       | ۲            | ۱۹۹۳، ۱۹۹۵، ۲۰۰۵                         | ۲۰۰۴، ۲۰۰۸                   |
| اونام                      | ۳       | ۲            | ۱۹۸۰، ۱۹۸۲، ۱۹۸۹                         | ۲۰۰۵، ۲۰۲۲                   |
| ترانسوال                   | ۲       | ۳            | ۱۹۷۳، ۱۹۸۱                               | ۱۹۷۴، ۱۹۷۵، ۱۹۸۶             |
| تولوکا                     | ۲       | ۳            | ۱۹۶۸، ۲۰۰۳                               | ۱۹۹۸، ۲۰۰۶، ۲۰۱۴             |
| آلاخولنسه                  | ۲       | ۳            | ۱۹۸۶، ۲۰۰۴                               | ۱۹۷۱، ۱۹۹۲، ۱۹۹۹             |
| دیفنس فورس                 | ۲       | ۲            | ۱۹۷۸، ۱۹۸۵                               | ۱۹۸۷، ۱۹۸۸                   |
| المپیا                     | ۲       | ۲            | ۱۹۷۲، ۱۹۸۸                               | ۱۹۸۵، ۲۰۰۰                   |
| گوادالاخارا                | ۲       | ۲            | ۱۹۶۲، ۲۰۱۸                               | ۱۹۶۳، ۲۰۰۷                   |
| آتلانتی                    | ۲       | ۱            | ۱۹۸۳، ۲۰۰۹                               | ۱۹۹۴                         |
| نیکاکسا / اتلتیکو اسپانیول | ۲       | ۱            | ۱۹۷۵، ۱۹۹۹                               | ۱۹۹۶                         |
| اونال                      | ۱       | ۳            | ۲۰۲۰                                     | ۲۰۱۶، ۲۰۱۷، ۲۰۱۹             |
| کامیونیکیشنس               | ۱       | ۲            | ۱۹۷۸                                     | ۱۹۶۲، ۱۹۶۹                   |
| مونیسیپال                  | ۱       | ۱            | ۱۹۷۴                                     | ۱۹۹۵                         |
| لئون                       | ۱       | ۱            | ۲۰۲۳                                     | ۱۹۹۳                         |
| لس آنجلس گلکسی             | ۱       | ۱            | ۲۰۰۰                                     | ۱۹۹۷                         |
| راسینگ                     | ۱       | ۰            | ۱۹۶۳                                     |                              |
| آلیانسا                    | ۱       | ۰            | ۱۹۶۷                                     |                              |
| آگویلا                     | ۱       | ۰            | ۱۹۷۶                                     |                              |
| لئونس نیگروس اودیگ         | ۱       | ۰            | ۱۹۷۸                                     |                              |
| فاس                        | ۱       | ۰            | ۱۹۷۹                                     |                              |
| ویولیت                     | ۱       | ۰            | ۱۹۸۴                                     |                              |
| پوئبلا                     | ۱       | ۰            | ۱۹۹۱                                     |                              |
| کارتاگینیس                 | ۱       | ۰            | ۱۹۹۴                                     |                              |
| دی‌سی یونایتد               | ۱       | ۰            | ۱۹۹۸                                     |                              |
| سیاتل ساندرز               | ۱       | ۰            | ۲۰۲۲                                     |                              |
| رابین‌هود                   | ۰       | ۵            |                                          | ۱۹۷۲، ۱۹۷۶، ۱۹۷۷، ۱۹۸۲، ۱۹۸۳ |
| یونگ کلمبیا                | ۰       | ۲            |                                          | ۱۹۶۷، ۱۹۷۹                   |
| پینار دل ریو               | ۰       | ۲            |                                          | ۱۹۸۹، ۱۹۹۰                   |
| اتلتیکو مورلیا             | ۰       | ۲            |                                          | ۲۰۰۲، ۲۰۰۳                   |
| سانتوس لاگونا              | ۰       | ۲            |                                          | ۲۰۱۲، ۲۰۱۳                   |
| لس آنجلس                   | ۰       | ۲            |                                          | ۲۰۲۰، ۲۰۲۳                   |
| یونیورسیداد                | ۰       | ۱            |                                          | ۱۹۸۰                         |
| اتلتیکو مارته              | ۰       | ۱            |                                          | ۱۹۸۱                         |
| پلیس                       | ۰       | ۱            |                                          | ۱۹۹۱                         |
| رئال سالت لیک              | ۰       | ۱            |                                          | ۲۰۱۱                         |
| مونترال                    | ۰       | ۱            |                                          | ۲۰۱۵                         |
| تورنتو                     | ۰       | ۱            |                                          | ۲۰۱۸                         |
| کلمبوس کرو                 | ۰       | ۱            |                                          | ۲۰۲۴                         |
| ونکوور وایتکپس             | ۰       | ۱            |                                          | ۲۰۲۵                         |

#### بر پایه کشور
| کشور                | قهرمانی | نایب قهرمانی | مجموع |
| ------------------- | ------- | ------------ | ----- |
| مکزیک               | ۴۰      | ۲۰           | ۶۰    |
| کاستاریکا           | ۶       | ۵            | ۱۱    |
| ایالات متحده آمریکا | ۳       | ۵            | ۸     |
| السالوادور          | ۳       | ۱            | ۴     |
| سورینام             | ۲       | ۸            | ۱۰    |
| هندوراس             | ۲       | ۳            | ۵     |
| ترینیداد و توباگو   | ۲       | ۳            | ۵     |
| گواتمالا            | ۲       | ۳            | ۵     |
| هائیتی              | ۲       | ۰            | ۲     |
| کانادا              | ۰       | ۳            | ۳     |
| کوبا                | ۰       | ۲            | ۲     |
| آنتیل هلند          | ۰       | ۲            | ۲     |